# Oligella (Tiergattung)
Oligella ist eine Gattung der Käfer aus der Familie der Zwergkäfer (Ptiliidae) innerhalb der Unterfamilie Ptiliinae. Sie kommt in Europa mit vier Arten vor, drei Arten sind auch in Mitteleuropa verbreitet.

## Merkmale
Die Käfer sehen denen der Gattung Ptilium sehr ähnlich und unterscheiden sich von diesen durch die nur schwach ausgebildete Mittelfurche am Halsschild, die hinten vor dem Schildchen (Scutellum) etwas grübchenförmig vertieft ist. Auch die nicht freiliegenden Episternen des Metathorax und die schmäler voneinander getrennten Hüften (Coxen) der Hinterbeine unterscheiden die beiden Gattungen.

## Vorkommen und Lebensweise
Die Tiere leben unter faulenden Pflanzenstoffen und Mist. 

## Arten (Europa)
- Hellbrauner Zwergkäfer (Oligella foveolata) (Allibert, 1844)
- Oligella insignis (Matthews, 1861)
- Oligella intermedia Besuchet, 1971
- Oligella nana (Strand, 1946)